# Abelino Roncalla Quispe
Abelino Indalecio Roncalla Quispe es un político peruano. Fue alcalde del distrito de Charcana entre 2003 y 2006 y consejero regional de Arequipa entre 2014 y 2018.
Nació en el distrito de Charcana, provincia de La Unión, departamento de Arequipa, Perú, el 5 de febrero de 1965, hijo de Exiquiel Roncalla Chirinos y Tarcila Quispe Cahuana. Cursó sus estudios primarios y secundarios en su localidad natal y, entre 1987 y 1993, cursó estudios superiores de Educación en la Universidad Nacional de San Agustín en Arequipa.
En las elecciones municipales del 2002 fue elegido alcalde del distrito de Charcana por la organización política "Unidos por el Sur" para el periodo 2003-2006. Tentó la reelección a ese cargo en las elecciones municipales del 2006 y del 2010 sin éxito. En las elecciones regionales del 2014 participó como candidato del partido Siempre Unidos a consejero regional de Arequipa obteniendo la representación con el 17.260% de los votos. Durante su gestión, fue elegido presidente del consejo regional para el año 2017.